# Mimosybra salomonum
Mimosybra salomonum là một loài bọ cánh cứng trong họ Cerambycidae.